# 扎萊沃
扎萊沃(德语：Saalfeld，萨菲尔德)是波蘭的城鎮，位於該國北部，距離首府奧爾什丁76公里，由瓦爾米亞-馬祖里省負責管轄，始建於十三世紀末，面積8.22平方公里，2006年人口2,977。
53°51′N 19°37′E / 53.850°N 19.617°E